# Metros sobre el Adriático

Mapa de las diversas áreas de referencia vertical en Europa.
Países que usan el dato adriático

Metros sobre el Adriático (en italiano: Metri sopra l'Adriatico, alemán: Meter über Adria, croata: Metara iznad Jadrana) es el dato medio del nivel del mar utilizado en Austria, en los antiguos estados yugoslavos de Eslovenia, Croacia, Bosnia-Herzegovina, Serbia, Montenegro y Macedonia del Norte, en el territorio de Kosovo, así como en Albania para medir la elevación, en referencia al nivel medio del agua del mar Adriático en el muelle Sartorio en el puerto de Trieste.

## Medida

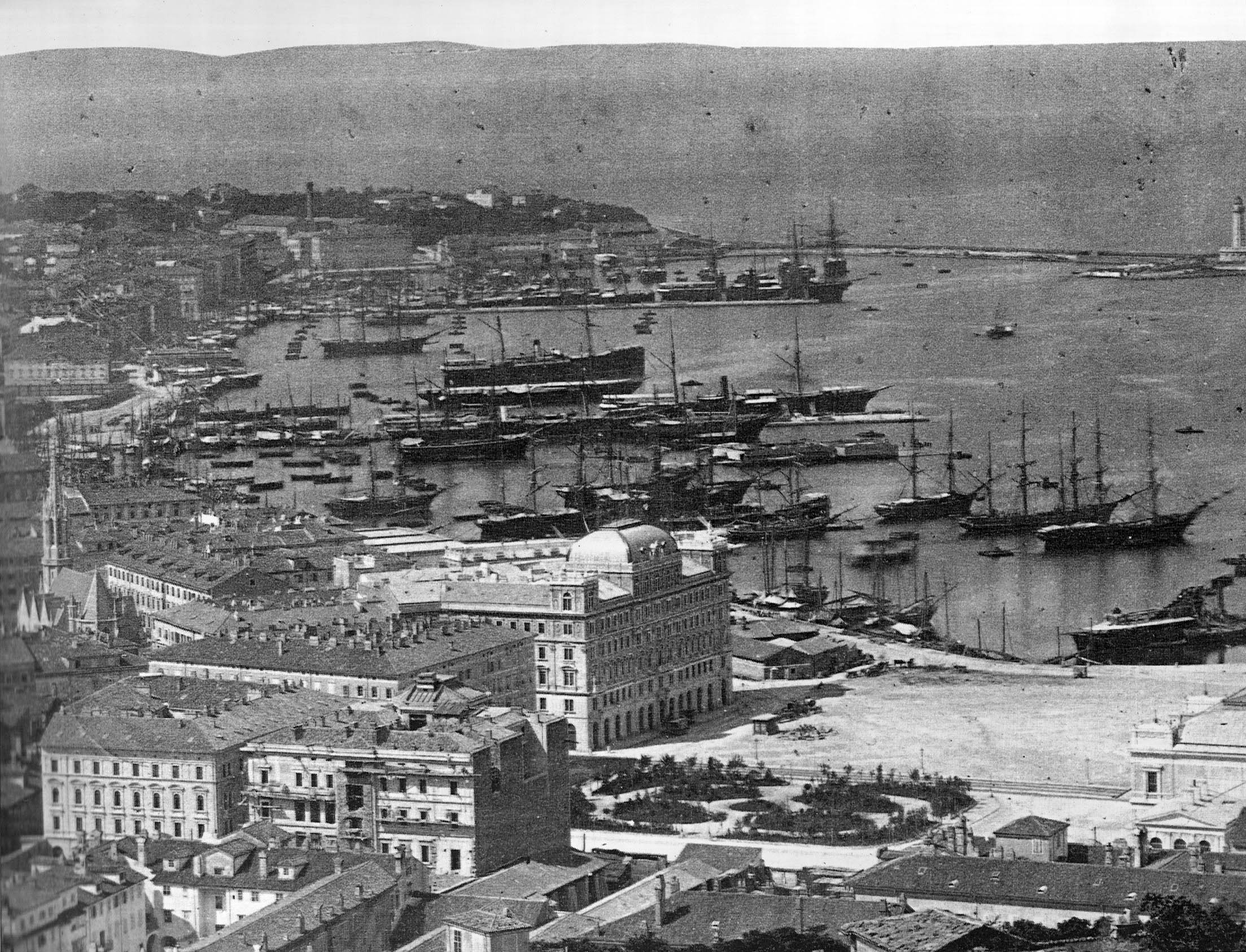
Puerto de Trieste, aproximadamente hacia 1885

La estación de medición en el Puerto de Trieste fue establecida en 1875 por el observatorio local dirigido por el instituto geográfico militar del Ejército Austro-Húngaro. La elevación promedio de la superficie del agua en muelle Sartorio se convirtió en el dato válido para toda la monarquía austro-húngara. Mientras que los antiguos estados yugoslavos todavía la usan, los estados sucesores del Bloque del Este de Austria-Hungría como Hungría y Checoslovaquia después de la Segunda Guerra Mundial cambiaron al mareógrafo de Kronstadt del Mar Báltico, que es 0.6747 m (2.214 pies) más alto.
Mientras que en Austria el indicador de 1875 se utiliza como dato, los estados de la ex Yugoslavia utilizan el (Nadmorska visina, m/nv). En Albania (la altura ortométrica normal)  se refiere también a la altura dada en 'metros sobre el Adriático', pero usan un mareógrafo específico en el puerto de Durrës.

## Abreviatura
Los países individuales que usan este dato lo abrevian de diferentes maneras dependiendo de su idioma local, de la siguiente manera:
- Austria: m ü. Adria, m.ü.A. o müA, coloquialmente conocido como Seehöhe o Adriahöhe
- Hungría: mAf de méter Adria felett
- Estados ex yugoslavos: m. i. J. de Metara iznad Jadrana

'Metros sobre el Adriático' se puede abreviar en inglés como m AA

## Diferencias de altura entre Austria y los países vecinos
En Austria se usa la altura ortométrica, mientras que sus vecinos utilizan otros sistemas de altura, lo que genera diferencias. En las fronteras estatales, estas diferencias son:
- Alemania: +25 a +34 cm, altura normal según el sistema de nivelación Normalhöhennull basado en el Nivel Normal de Ámsterdam
- Italia: -0.5 a -3.2 cm, altura ortométrica en referencia al mareógrafo de Génova.
- Suiza y Liechtenstein: -1,6 a -7,5 cm, altura ortométrica - 'Metros sobre nivel del mar' (Meter über Meer) basado en la elevación de los Pierres du Niton en el lago Ginebra a 373,6 m (1,226 pies) sobre el mareógrafo de Marsella.
- Eslovaquia: +57 cm, la altura normal basada en el mareógrafo Kronstadt.
- Eslovenia: −8 a −12 cm, altura ortométrica− metros por encima del mar referido al mareógrafo de Koper.[1]
- República Checa: +46 a +56.3 cm, la altura normal basada en el mareógrafo Kronstadt, y
- Hungría: +49.6 a +60.6 cm, altura normal – 'Altura sobre el nivel de mar' (en húngaro: Tengerszint feletti magasság) basado en la altura del punto de referencia de Nadap a 173.1638 m (568.123 pies) sobre el mareógrafo de Kronstadt.

(Diferencias: HAustria − Hneighbouring estados)